# 농어와 달
농어와 달(Deaf Fish And Moon)은 한국에서 제작된 김효정 감독의 2009년 영화이다. 박명신 등이 주연으로 출연하였다.

## 출연

### 주연
- 박명신
- 지대한
- 정인기

### 조연
- 조상환
- 이한희
- 임송임
- 문상숙
- 이필한
- 성현준

## 제작진
- 프로듀서: 박성용
- 제작팀: 박현민
- 제작지원: 이지환
- 제작지원: 김용봉
- 제작지원: 박민철
- 제작지원: 박지윤
- 조명: 김경석
- 그립: 이근우
- 스크립터: 박수진
- 조감독: 백마강
- 동시녹음: 정진욱
- 붐오퍼레이터: 손영진
- 미술: 우경희
- 미술팀: 최은애
- 연출팀: 정한비치
- 스토리보드: 박송이
- 촬영팀: 김명제
- 촬영팀: 김신
- 촬영팀: 강우용
- 조명팀: 이해원
- 조명팀: 김주일
- 조명팀: 오병호
- 발전차: 최영철
- 의상-분장팀: 천지민
- 의상-분장팀: 김선애